# میرتی (گوی‌چای)
میرتی (به لاتین: Mırtı) یک منطقه مسکونی در جمهوری آذربایجان است که در شهرستان گوی‌چای واقع شده است. میرتی ۲۳۴۰ نفر جمعیت دارد.